# Emléktáblák Békéscsabán
- A Wikimédia Commons tartalmaz Emléktáblák Békéscsabán témájú kategóriát.

Békéscsaba szócikkhez kapcsolódó képgaléria, mely helyi, országos vagy nemzetközi hírű személyekkel, valamint épületekkel, műtárgyakkal, helynevekkel és eseményekkel összefüggő emléktáblákat tartalmaz.

## Emléktáblák

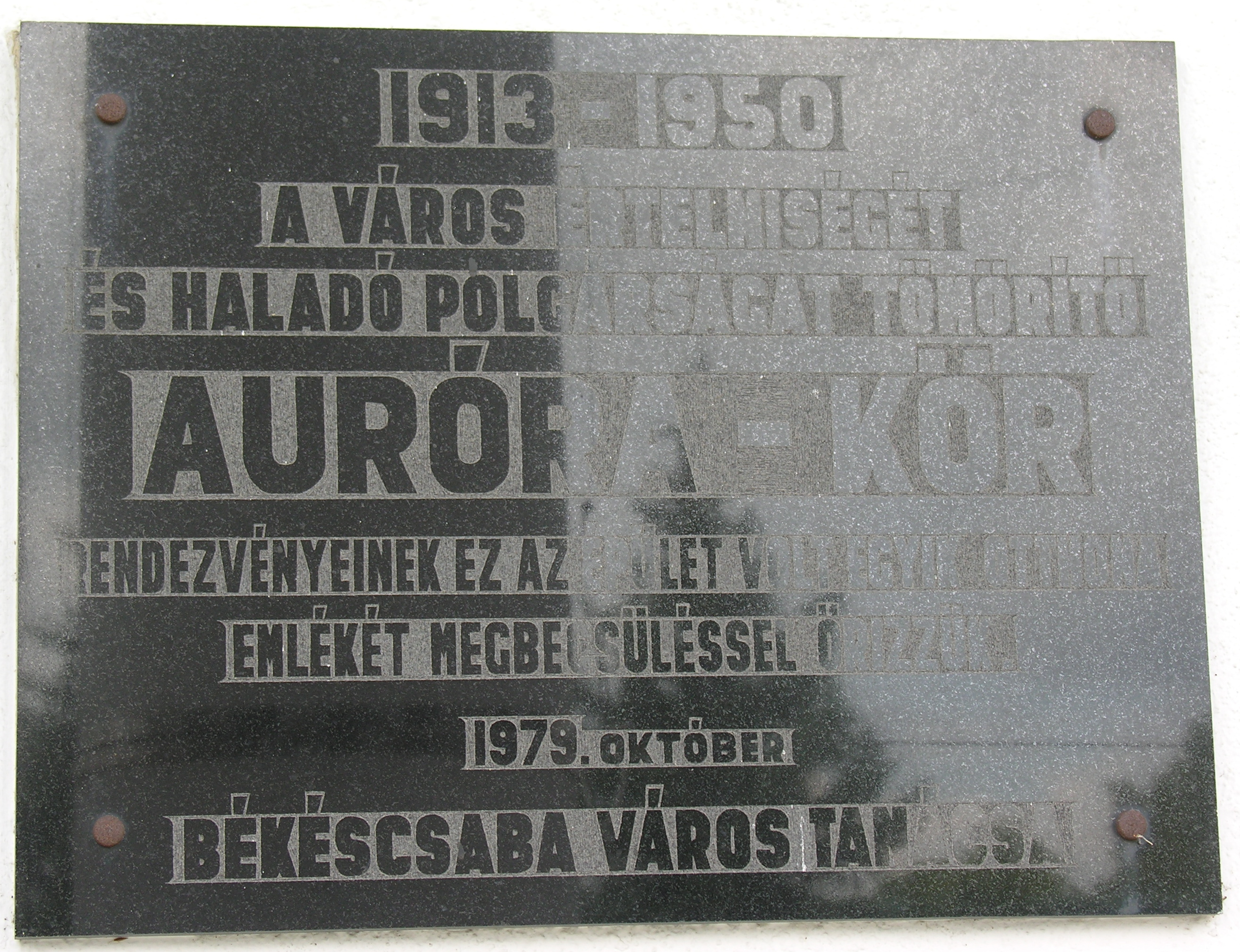
Auróra-kör, Széchenyi utca 9.
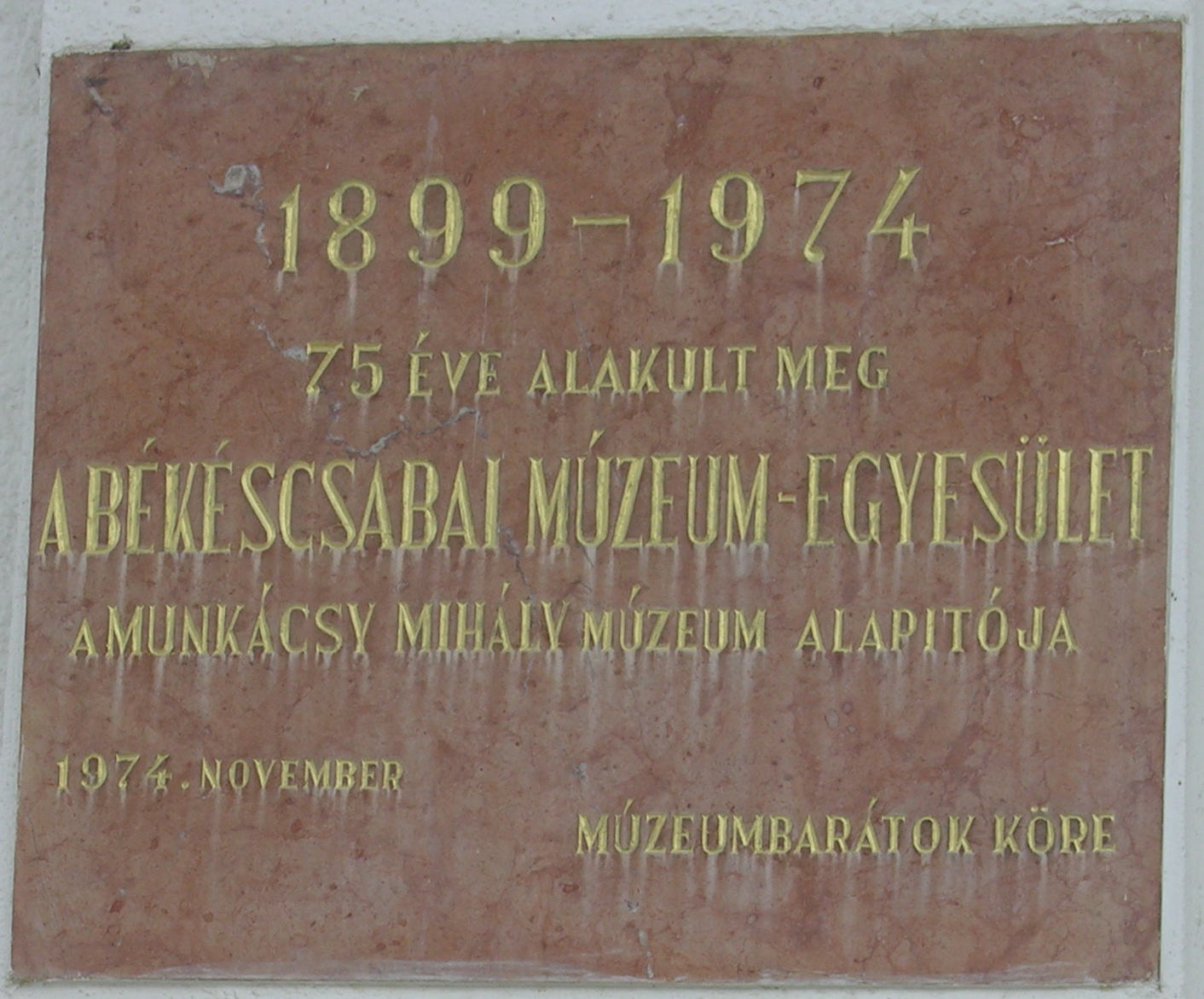
Békéscsabai Múzeum-Egyesület, Széchenyi utca 9.
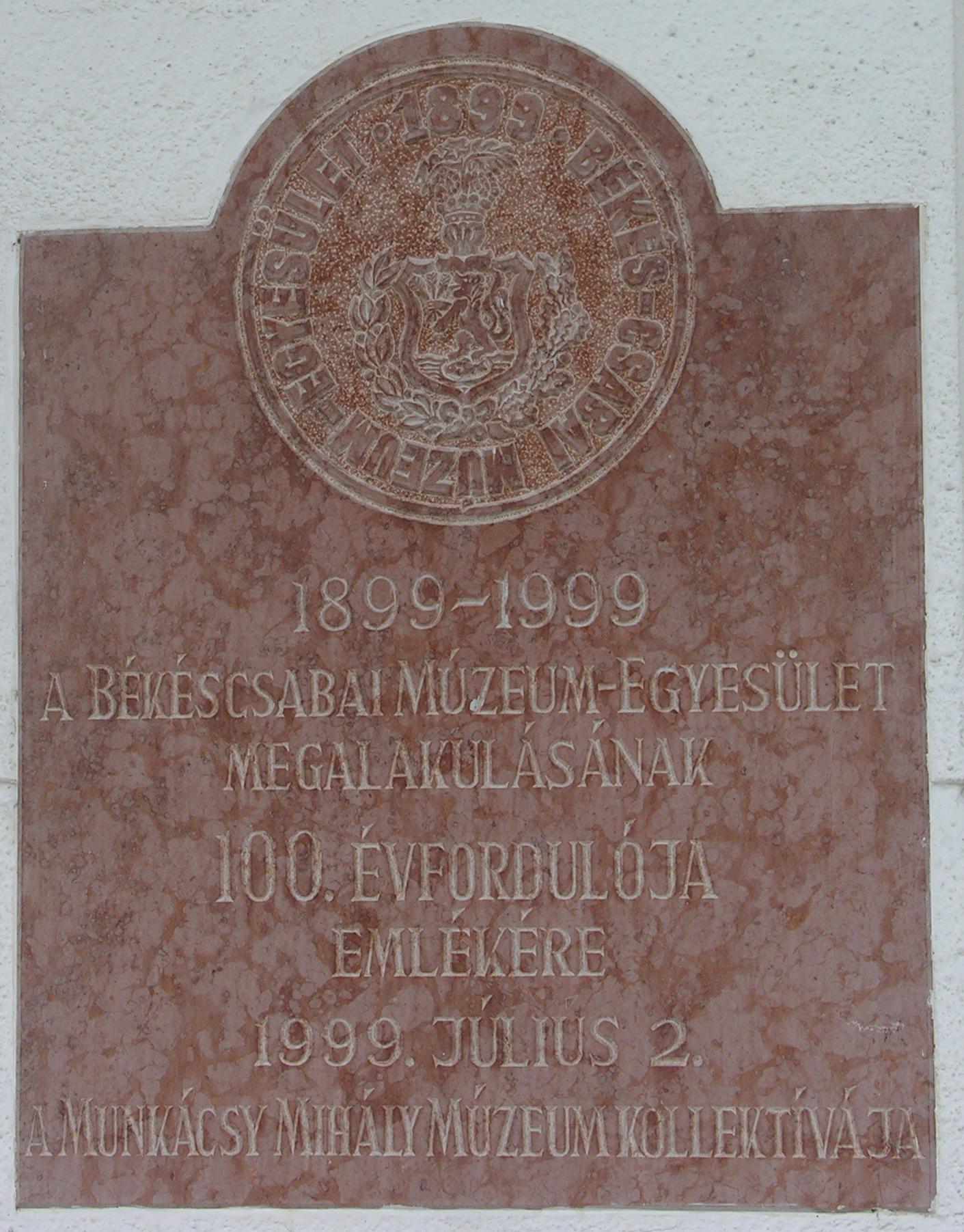
Békéscsabai Múzeum-Egyesület, Széchenyi utca 9.
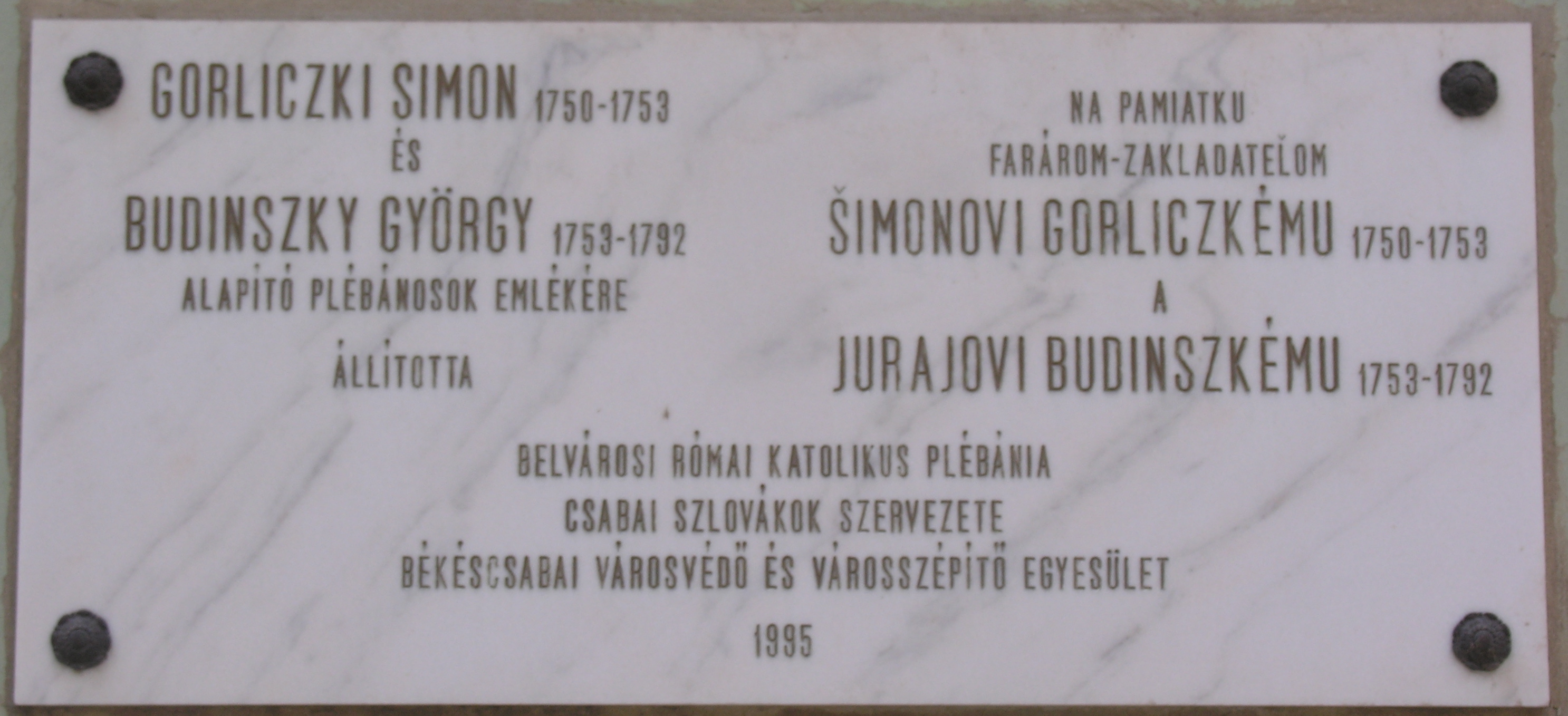
Budinszky György és Gorliczki Simon, Bartoss udvar 1.
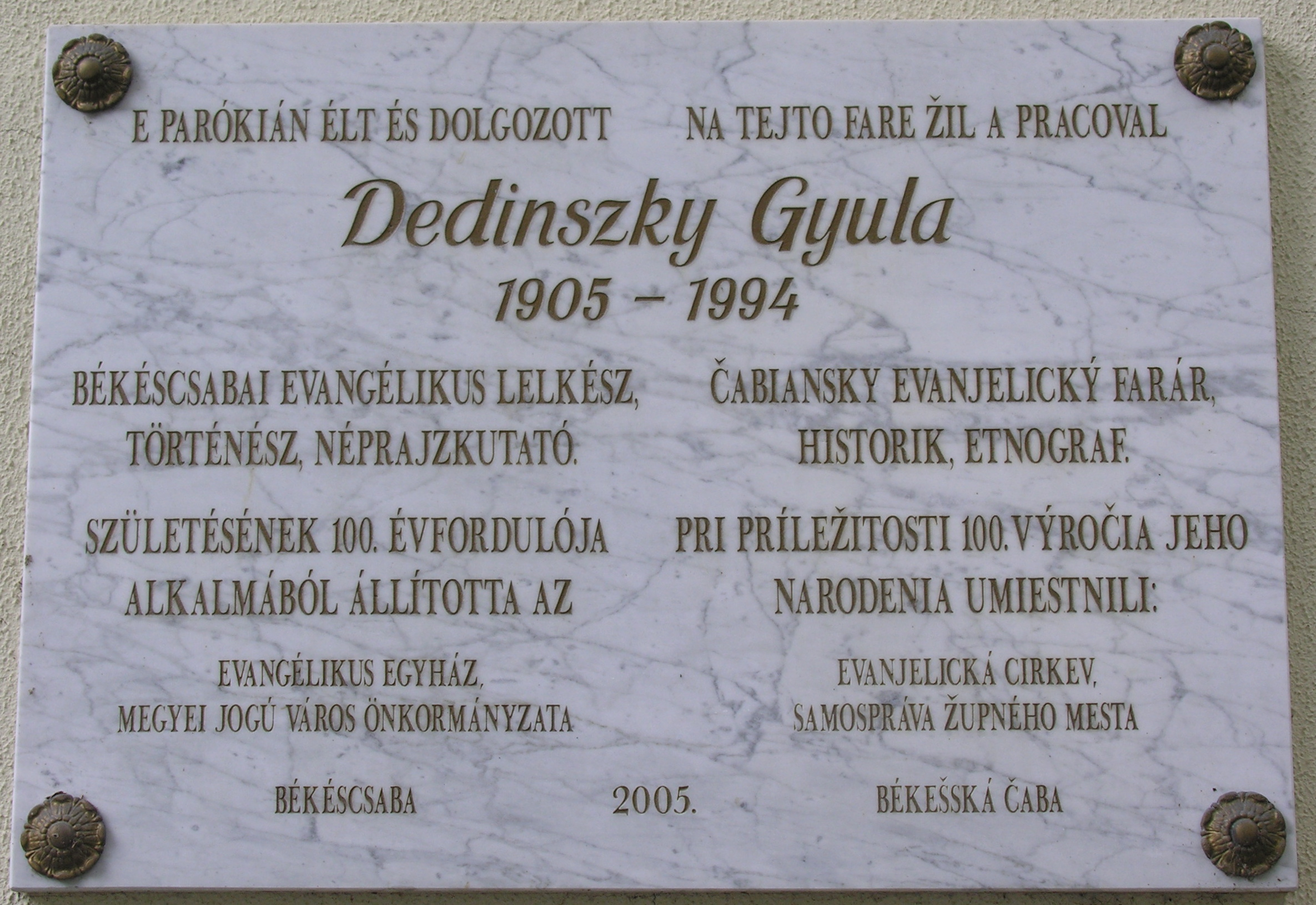
Dedinszky Gyula, Szent István tér 20.
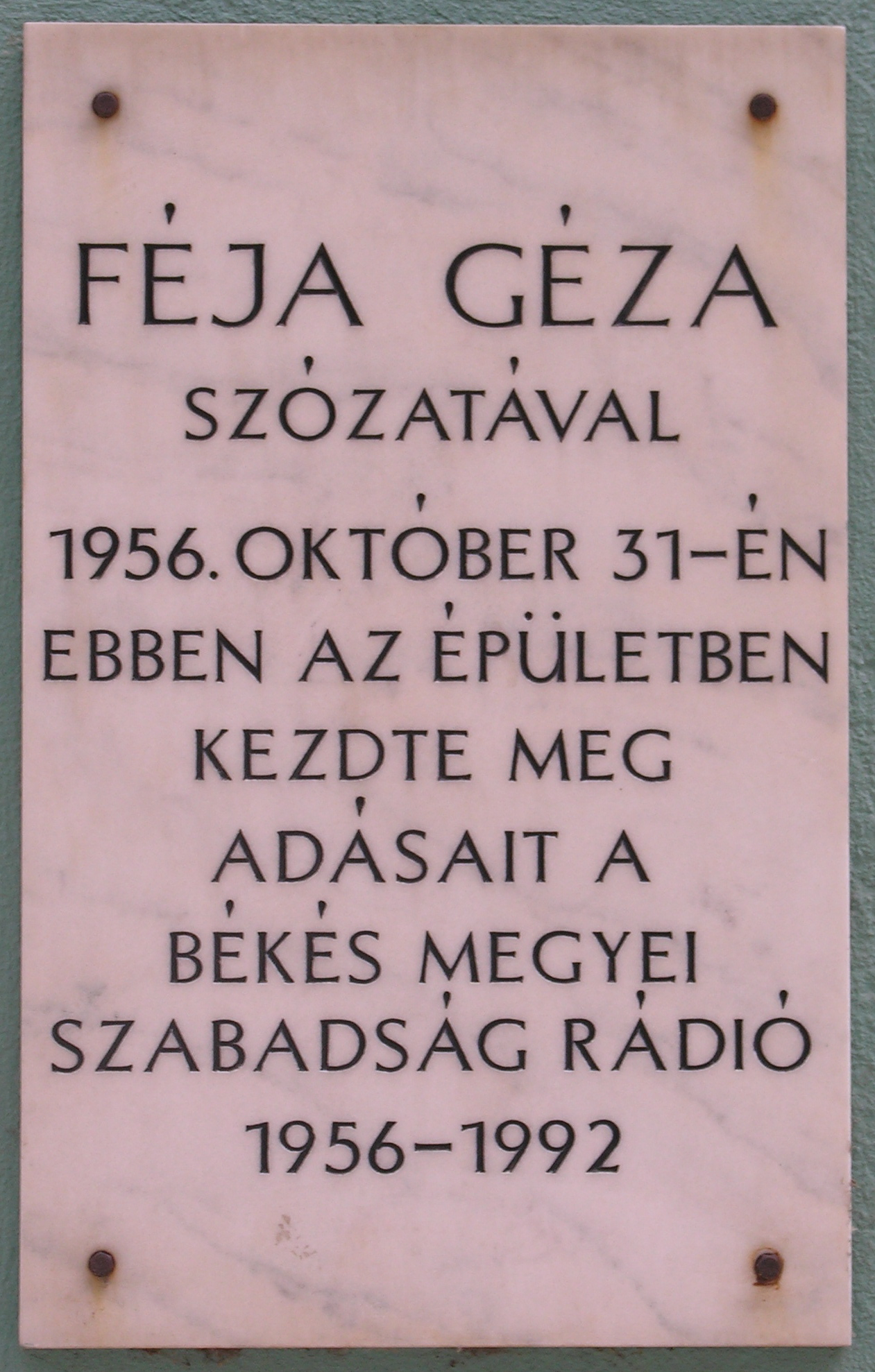
Féja Géza, Szent István tér 3.
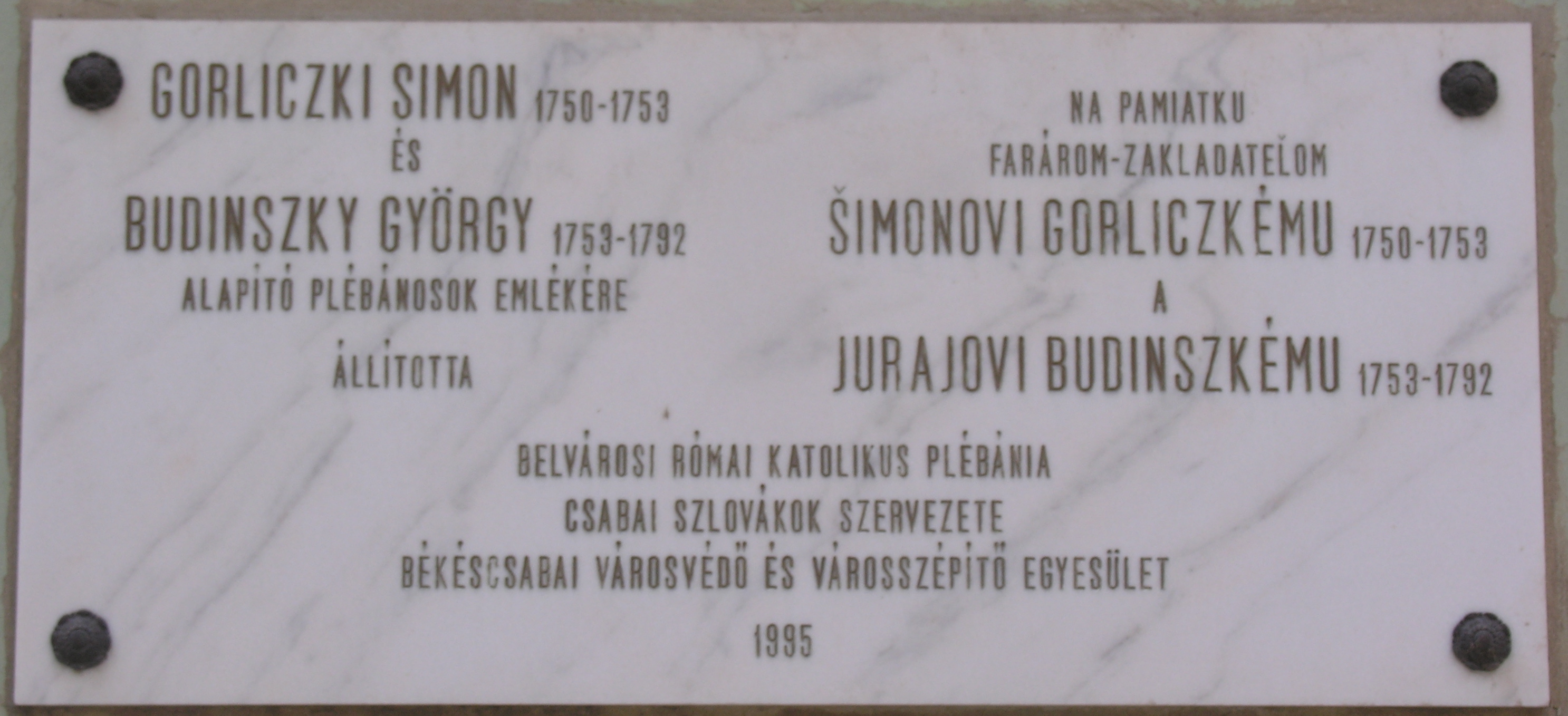
Gorliczki Simon és Budinszky György, Bartoss udvar 1.
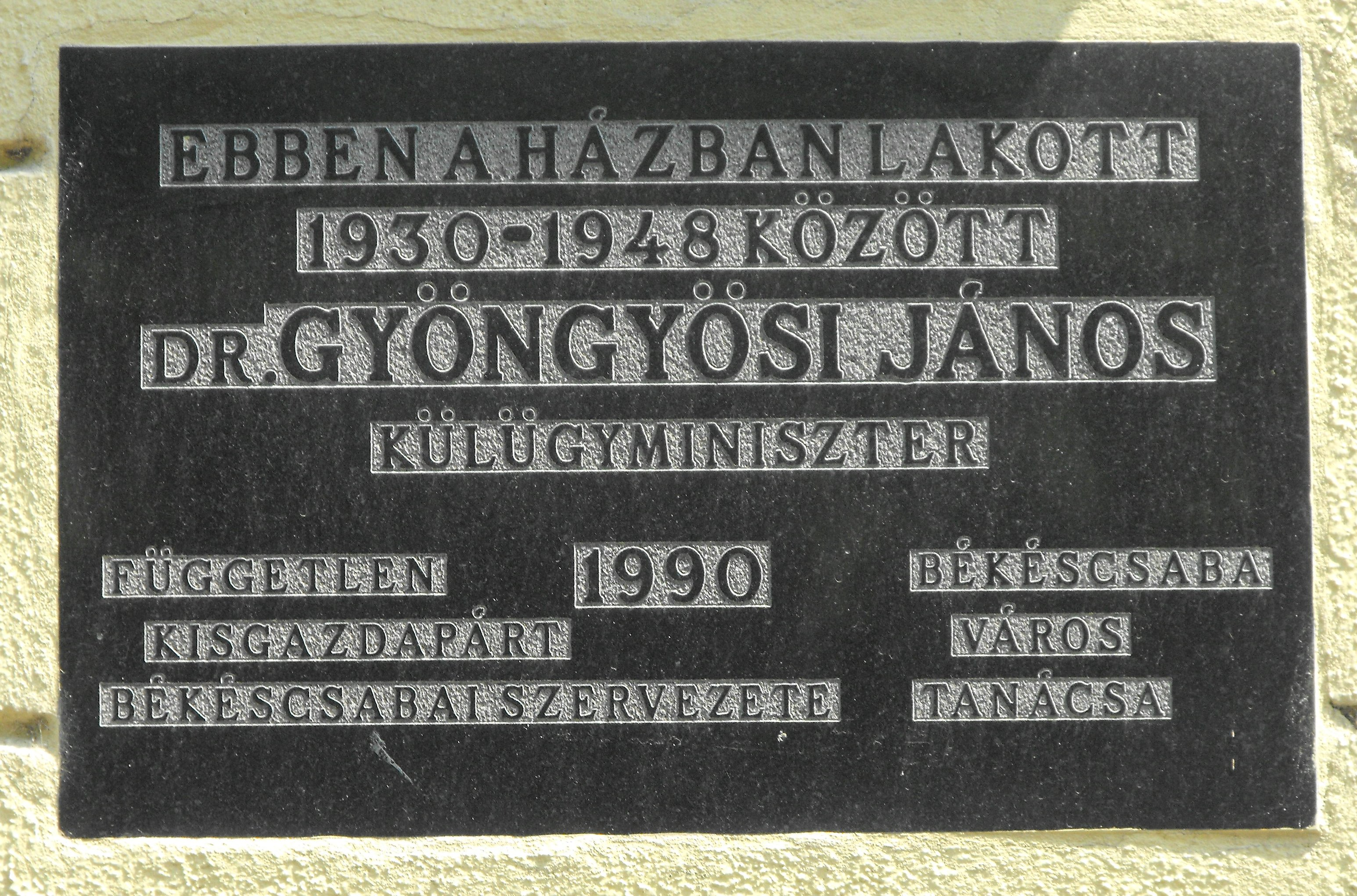
Gyöngyösi János, ?
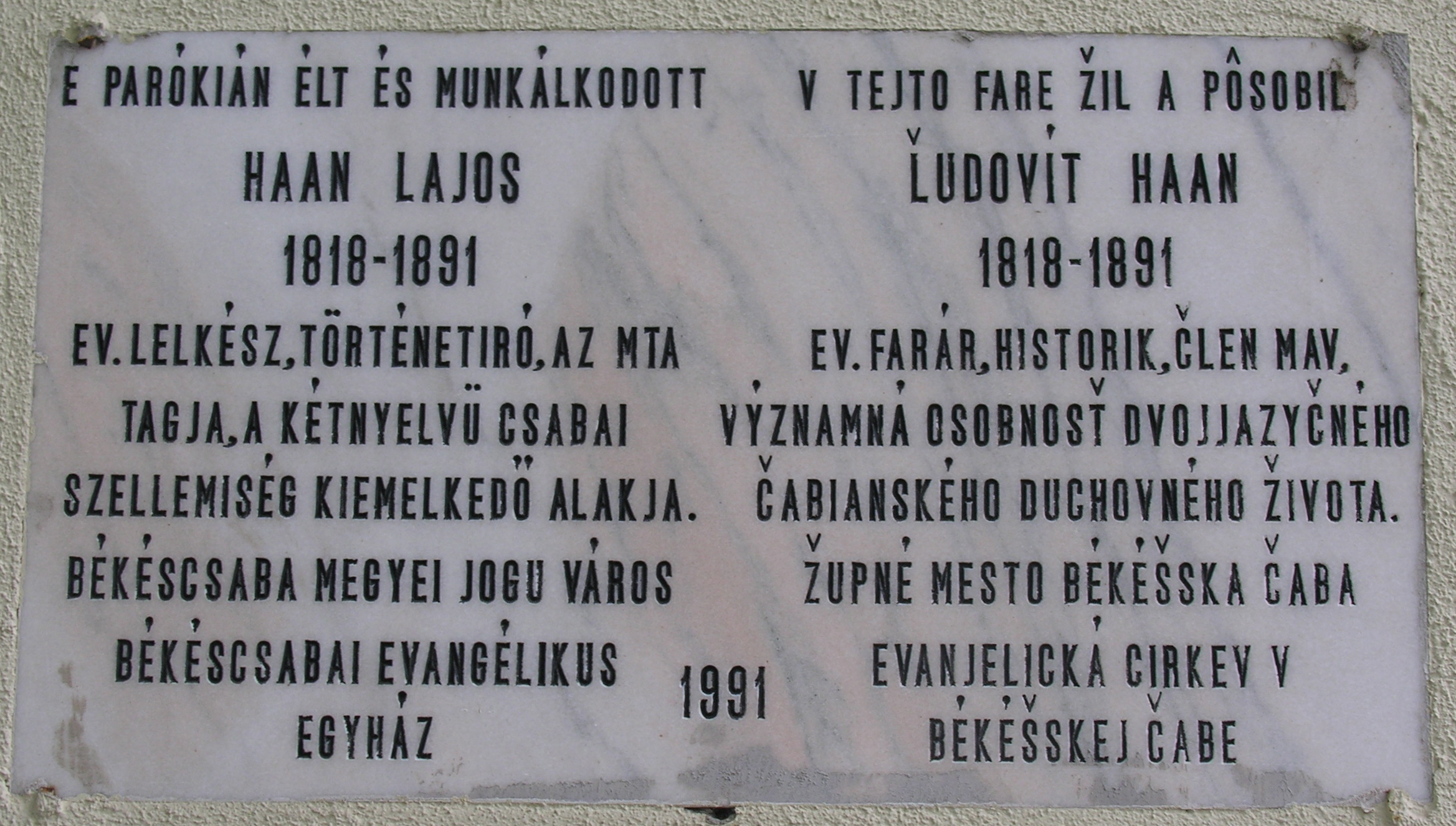
Haan Lajos, Szent István tér 20.
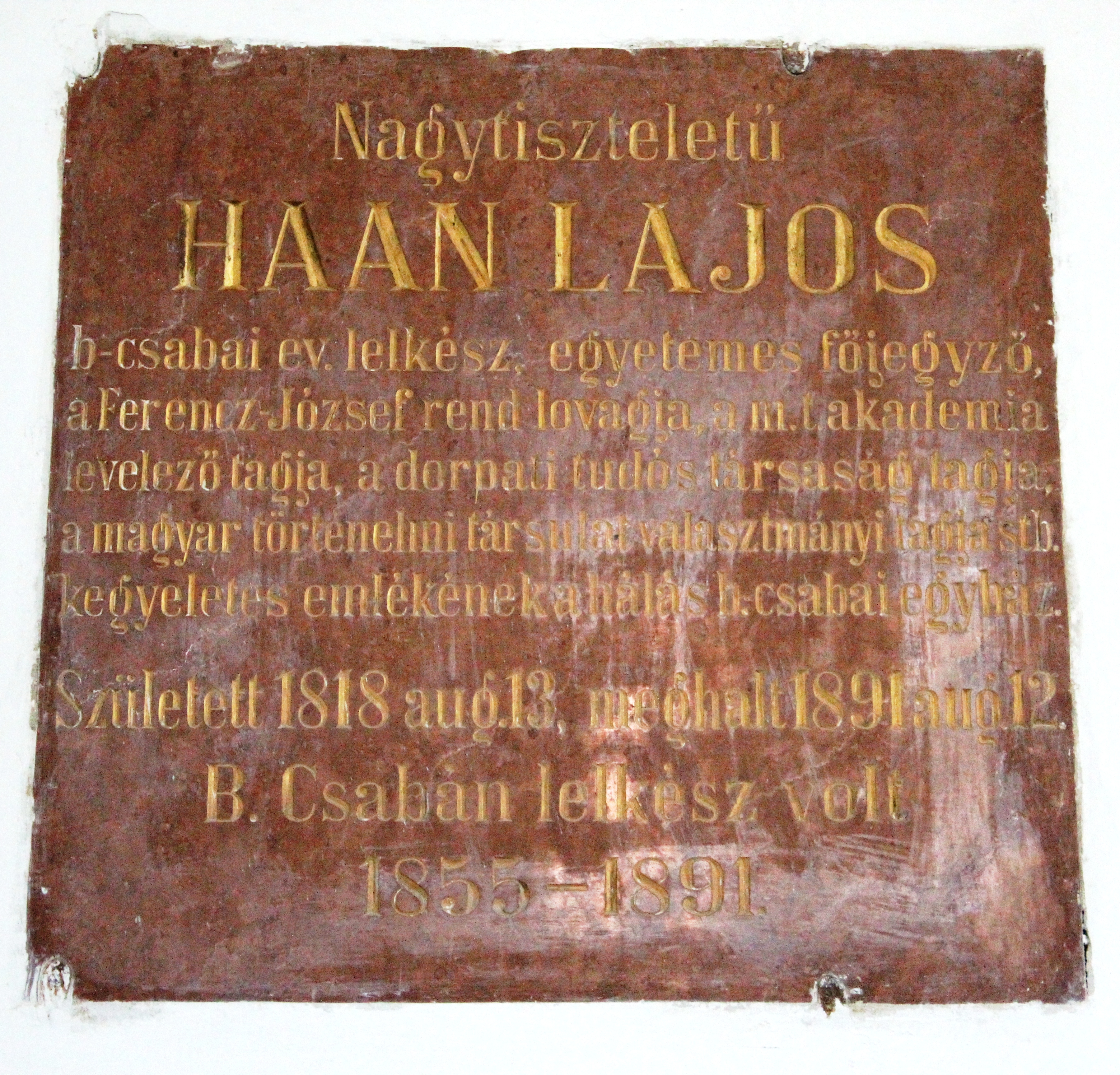
Haan Lajos, Evangélikus nagytemplom
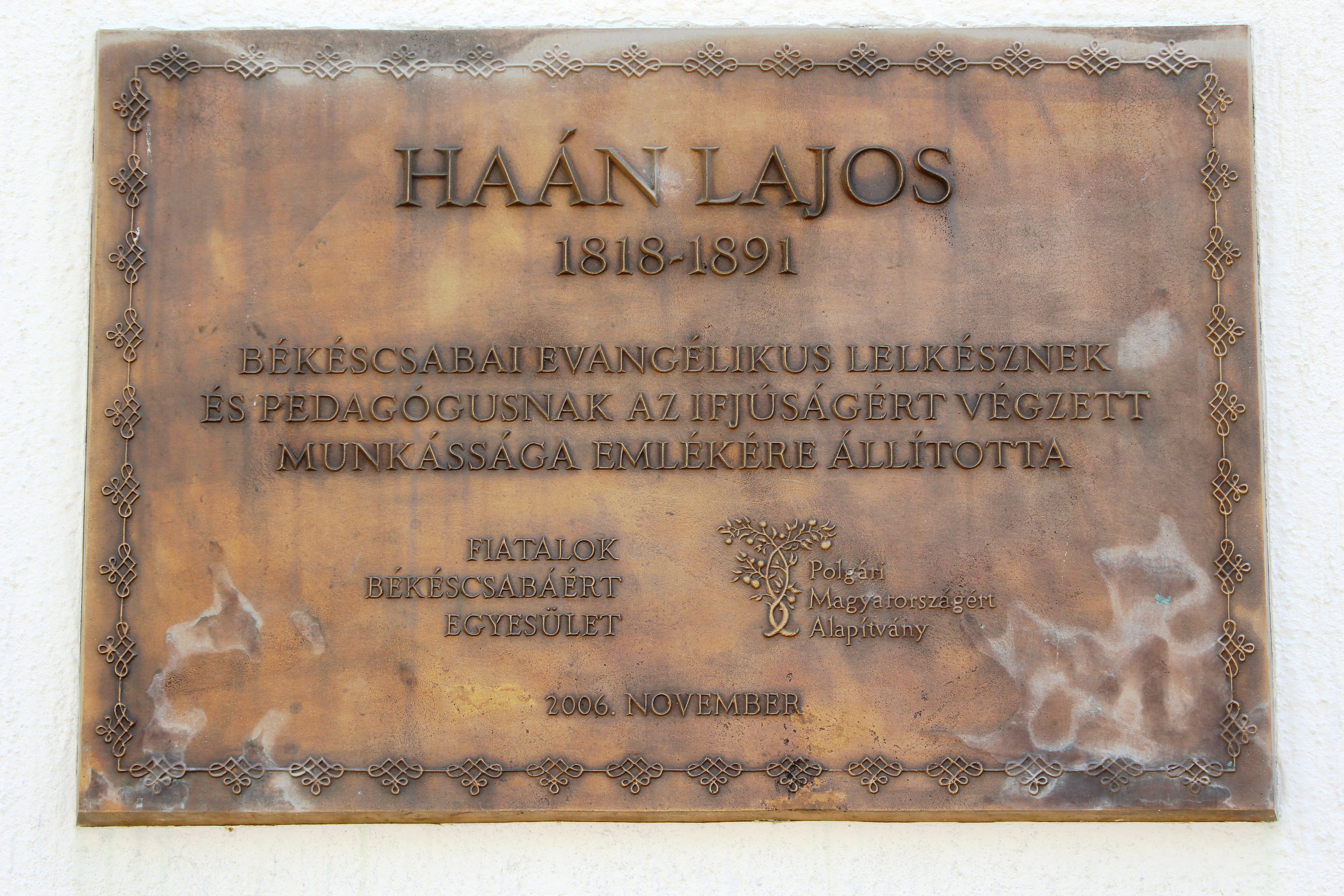
Haan Lajos, Haan Lajos utca 2–4.
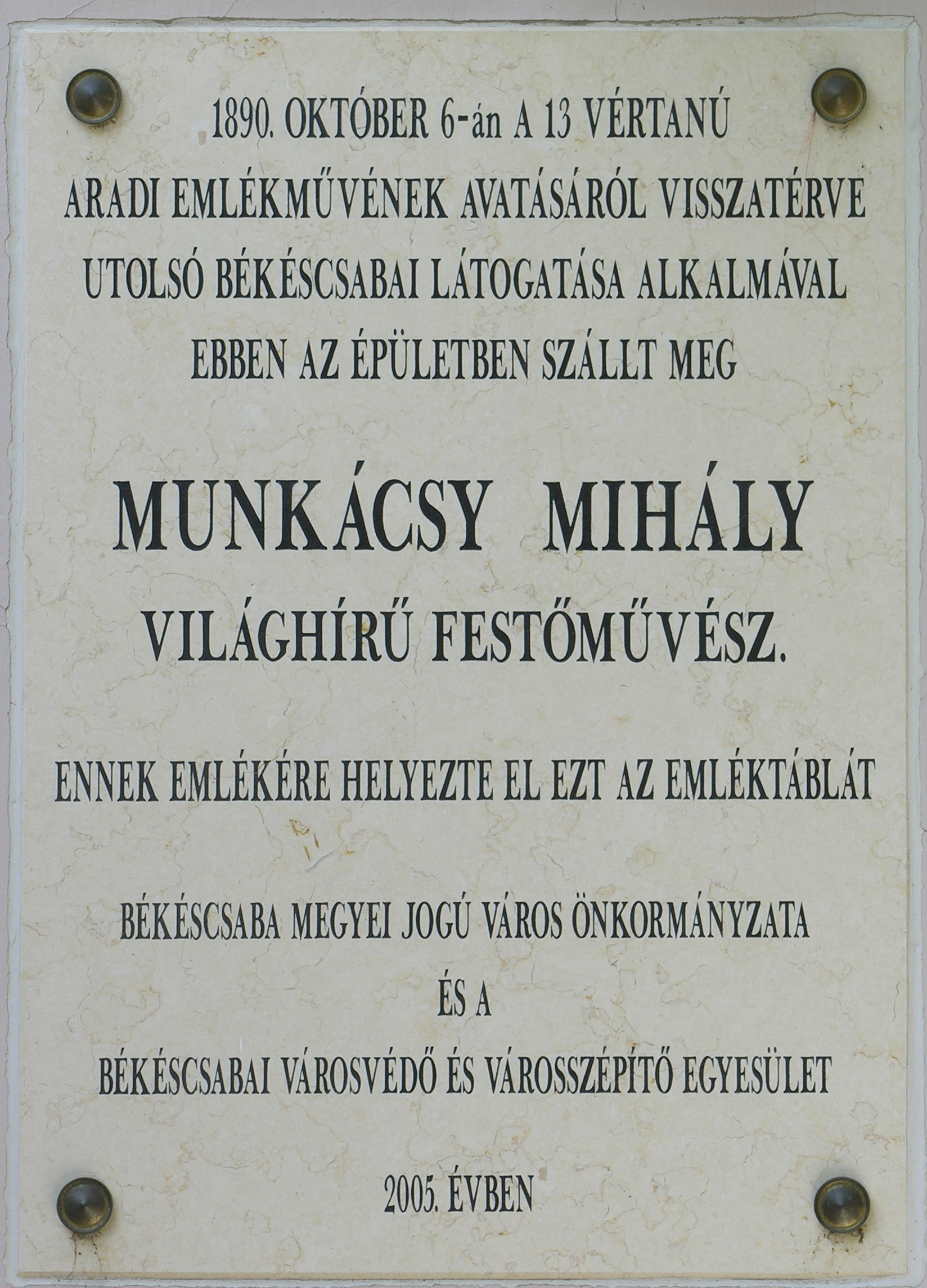
Munkácsy Mihály, Szent István tér 2.
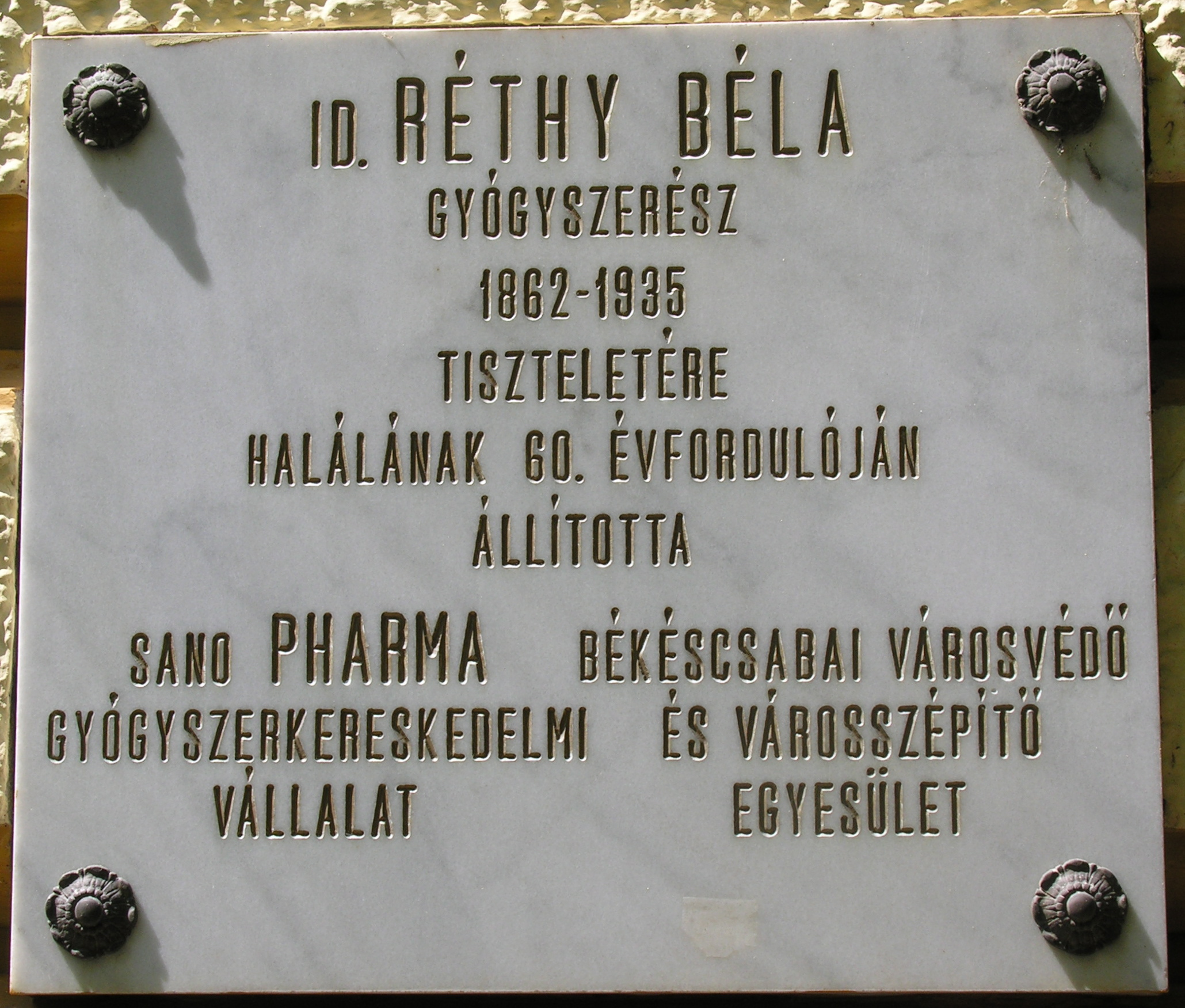
Réthy Béla, Szent István tér 6–8.
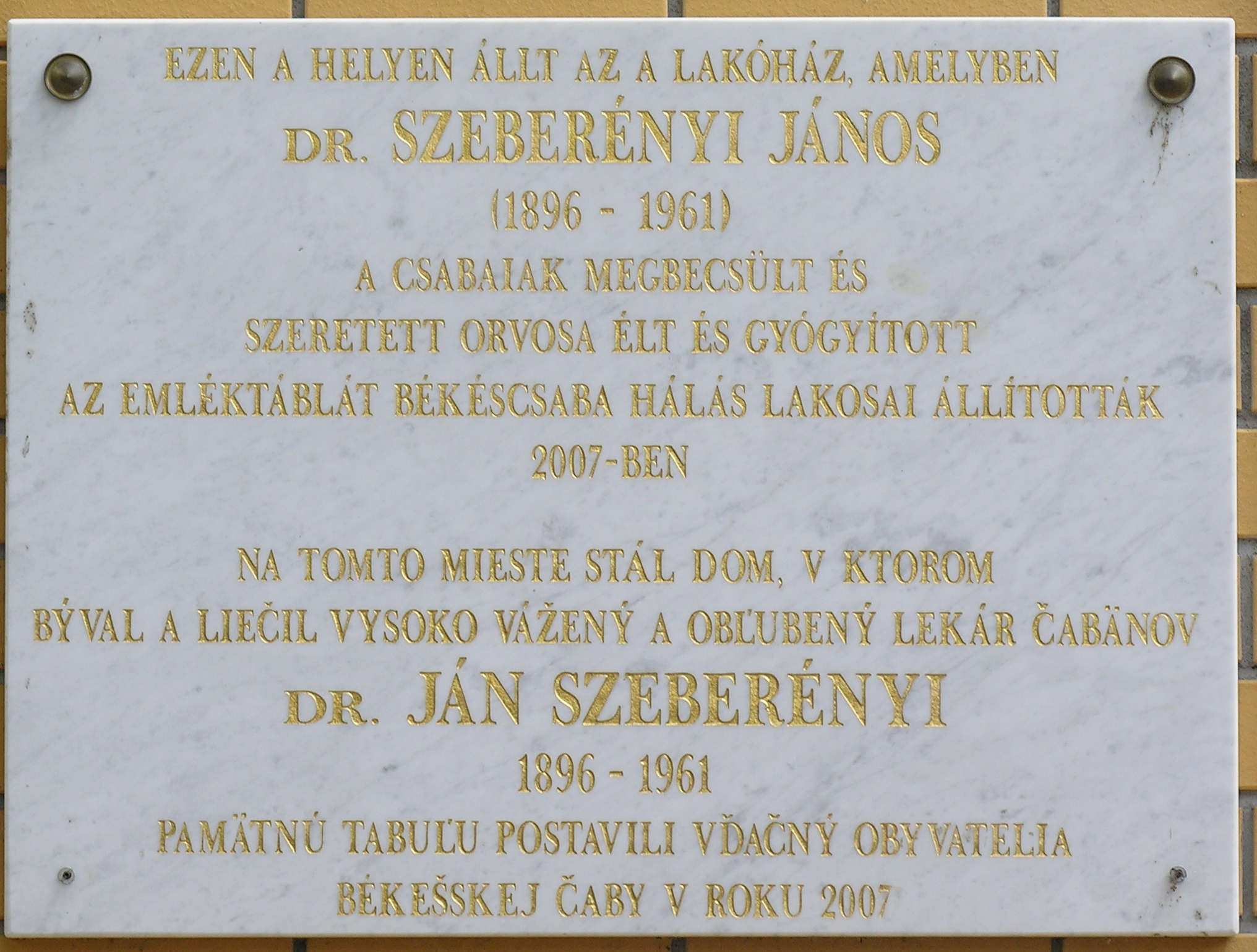
Szeberényi János, Irányi utca 3–5.
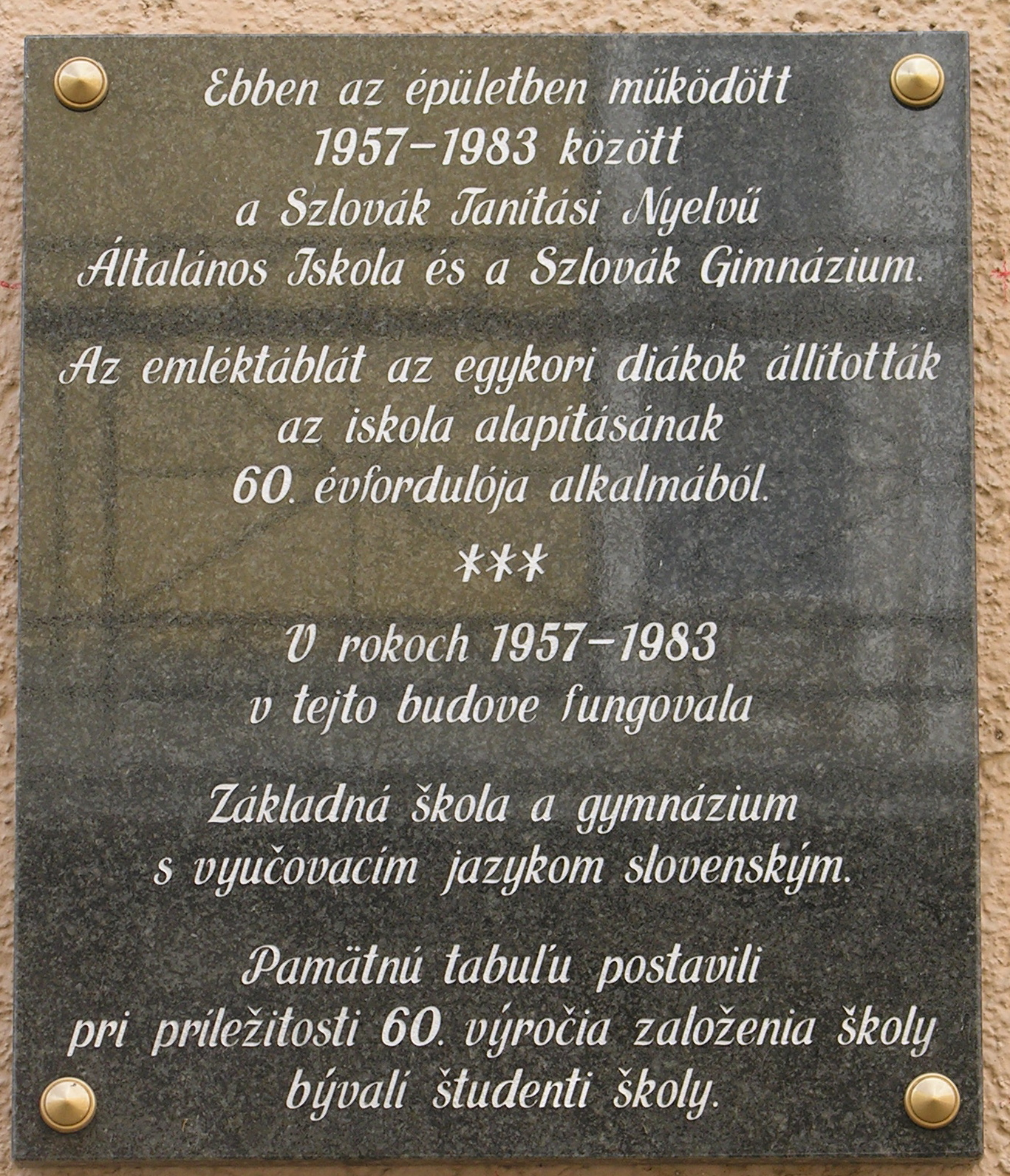
Szlovák Tanítású Nyelvű Általános Iskola és Szlovák Gimnázium, József Attila utca 1.

## Utcaindex
| Bartoss udvar (1.) Gorliczki Simon, Budinszky György Haan Lajos utca (2–4.) Haan Lajos Irányi utca (3–5.) Szeberényi János József Attila utca (1.) Szlovák Tanítású Nyelvű Általános Iskola és Szlovák Gimnázium | Széchenyi utca (9.) Auróra-kör, Békéscsabai Múzeum-Egyesület Szent István tér (2.) Munkácsy Mihály (3.) Féja Géza (6–8.) Réthy Béla (20.) Dedinszky Gyula, Haan Lajos |